# 全国高等学校野球選手権西関東大会
全国高等学校野球選手権西関東大会（ぜんこくこうとうがっこうやきゅうせんしゅけんにしかんとうたいかい）は、1959年（第41回）から1974年（第56回）まで、一府県一代表が認められた1963年（第45回）・1968年（第50回）・1973年（第55回）を除いて埼玉県と山梨県を対象に行われていた、全国高等学校野球選手権大会の地方大会。

## 概要・歴史
1957年（第39回）まで北関東大会（茨城・栃木・群馬）、南関東大会（埼玉・千葉）、山静大会（山梨・静岡）という編成だったが、1958年（第40回）以降も静岡の単独代表が認められたことを受けて、1959年（第41回）から北関東大会（栃木・群馬）、東関東大会（茨城・千葉）、西関東大会（埼玉・山梨）に再編された。
県予選を実施し、1959年（第41回）と1960年（第42回）は各県予選勝者による決勝方式、1961年（第43回）から各県予選上位2校ずつの4校による準決勝方式で行われた。
西関東大会は13回行われ、埼玉県勢の優勝9回、山梨県勢の優勝4回。13回のうち11回も決勝が1点差ゲームとなった。
1975年（第57回）から栃木と埼玉の単独代表が認められ、北関東大会が群馬・山梨の2県に編成替えとなり、西関東大会は前年を最後に消滅した。

## 歴代代表校
| 年度                 | 参加県     | 大会方式            | 代表校（出場回数）       | 決勝スコア | 準優勝校 | 全国大会 |
| -------------------- | ---------- | ------------------- | ------------------------ | ---------- | -------- | -------- |
| 1959年（第41回大会） | 埼玉・山梨 | 2校出場 （各県1校） | 川越（初出場）           | 2-1        | 甲府工   | 2回戦    |
| 1960年（第42回大会） | 埼玉・山梨 | 2校出場 （各県1校） | 大宮（2年ぶり3回目）     | 6-5        | 甲府工   | ベスト8  |
| 1961年（第43回大会） | 埼玉・山梨 | 4校出場 （各県2校） | 甲府一（26年ぶり2回目）  | 7-6        | 甲府工   | 1回戦    |
| 1962年（第44回大会） | 埼玉・山梨 | 4校出場 （各県2校） | 甲府工（初出場）         | 3-2        | 上尾     | 1回戦    |
| 1964年（第46回大会） | 埼玉・山梨 | 4校出場 （各県2校） | 熊谷商工（初出場）       | 1-0        | 甲府商   | ベスト8  |
| 1965年（第47回大会） | 埼玉・山梨 | 4校出場 （各県2校） | 熊谷商工（2年連続2回目） | 6-5        | 大宮工   | 2回戦    |
| 1966年（第48回大会） | 埼玉・山梨 | 4校出場 （各県2校） | 甲府工（4年ぶり2回目）   | 1-0        | 上尾     | ベスト8  |
| 1967年（第49回大会） | 埼玉・山梨 | 4校出場 （各県2校） | 大宮（4年ぶり5回目）     | 2-1        | 大宮工   | 1回戦    |
| 1969年（第51回大会） | 埼玉・山梨 | 4校出場 （各県2校） | 川越工（初出場）         | 3-2        | 深谷商   | 1回戦    |
| 1970年（第52回大会） | 埼玉・山梨 | 4校出場 （各県2校） | 熊谷商（5年ぶり3回目）   | 2-1        | 塩山商   | ベスト8  |
| 1971年（第53回大会） | 埼玉・山梨 | 4校出場 （各県2校） | 深谷商（初出場）         | 3-0        | 熊谷商   | 1回戦    |
| 1972年（第54回大会） | 埼玉・山梨 | 4校出場 （各県2校） | 峡南（初出場）           | 2-1        | 熊谷商   | 1回戦    |
| 1974年（第56回大会） | 埼玉・山梨 | 4校出場 （各県2校） | 上尾（初出場）           | 6-4        | 塩山商   | 2回戦    |

※1963年・1968年・1973年は記念大会により一府県一代表制のため記載せず。